# Tour de França de 2011
El Tour de França de 2011 és la 98a edició del Tour de França i es va disputar entre el 2 i el 24 de juliol de 2011, amb un recorregut de 3.470,5 km repartits entre 21 etapes. Aquesta fou la 17a prova de l'UCI World Tour 2011.
La victòria final fou per l'australià Cadel Evans (BMC Racing Team) que aconseguí el mallot groc en acabar la contrarellotge individual del penúltim dia, sent el primer australià a fer-ho i el ciclista de més edat, 34 anys, després de la Segona Guerra Mundial. Cadel Evans superà en la classificació general els luxemburguesos Andy Schleck (Team Leopard-Trek) i Frank Schleck (Team Leopard-Trek). Mark Cavendish (Team HTC-High Road), vencedor de cinc etapes, es convertí en el primer britànic a guanyar la classificació per punts, mentre que l'espanyol Samuel Sánchez es fa amb el mallot de la muntanya i el francès Pierre Rolland aconseguí el mallot blanc dels joves. L'equip estatunidenc Garmin-Cervélo guanya la classificació per equips i el francès Jérémy Roy el premi de la supercombativitat del Tour.

## Recorregut
L'Amaury Sport Organisation anuncià el 26 de gener de 2010 el recorregut del Tour de França de 2011, amb un recorregut entre el pas de Gois i el mont des Alouettes, al departament de la Vendée, el dissabte 2 de juliol. Després de tres edicions la cursa torna a sortir de terres franceses i és la cinquena vegada que el Tour de França començarà a la Vendée, després de les edicions de 1976, 1993, 1999 i 2005. L'endemà els ciclistes disputaran una contrarellotge per equips de 23 quilòmetres al voltant de Les Essarts. Fins a la 8a etapa, amb l'arribada al Massís Central, les etapes són més aviat planes, amb excepció de la 4a etapa, amb final a Mûr-de-Bretagne.
Després de la primera jornada de descans i dues etapes planes, els ciclistes afrontaran tres etapes als Pirineus, amb ascensions al Tourmalet, Luz-Ardiden, l'Aubisque i Plateau de Beille. Una etapa plana fins a Montpeller, precedirà la segona jornada de descans.
Tot seguit els ciclistes afronten la part definitiva de la cursa, amb una etapa de mitja muntanya, tres d'alpines, entre elles l'etapa reina de la present edició, amb el pas pels colossos coll de l'Agnello, Izoard i Galibier, on es troba la meta. L'endemà una curta etapa durà els ciclistes fins a l'Alpe d'Huez, amb el pas novament pel Galibier. L'arribada al Galibier (2.642 m) suposarà l'arribada a major alçada en la història del Tour, superant els 2.413 m del Pas de Granon de l'edició de 1986. Una contrarellotge individual, que servirà per definir les classificacions finals, i l'etapa final fins a l'avinguda dels Camps Elisis de París posaran punt final a l'edició Tour.

## Equips
El reglament de l'UCI World Tour preveu pel 2011 que els 18 equips que han obtingut la categoria UCI ProTeams tenen el dret i l'obligació de participar en totes les proves de l'UCI World Tour. Els organitzadors van acabar d'omplir les places vacants amb equips continentals professionals (Cofidis, Team Europcar, FDJ, Saur-Sojasun).
| Núm.    | Codi | Equip                 |
| ------- | ---- | --------------------- |
| 1-9     | SBS  | Saxo Bank-Sungard     |
| 11-19   | LEO  | Team Leopard-Trek     |
| 21-29   | EUS  | Euskaltel-Euskadi     |
| 31-39   | OLO  | Omega Pharma-Lotto    |
| 41-49   | RAB  | Rabobank Cycling Team |
| 51-59   | GRM  | Team Garmin-Cervélo   |
| 61-69   | AST  | Pro Team Astana       |
| 71-79   | RSH  | Team RadioShack       |
| 81-89   | MOV  | Movistar Team         |
| 91-99   | LIQ  | Liquigas-Cannondale   |
| 101-109 | ALM  | AG2R La Mondiale      |

| Núm.    | Codi | Equip           |
| ------- | ---- | --------------- |
| 111-119 | SKY  | Sky Procycling  |
| 121-129 | QST  | Quickstep       |
| 131-139 | FDJ  | FDJ             |
| 141-149 | BMC  | BMC Racing Team |
| 151-159 | COF  | Cofidis         |
| 161-169 | LAM  | Lampre-ISD      |
| 171-179 | HTC  | HTC-Highroad    |
| 181-189 | EUC  | Team Europcar   |
| 191-199 | KAT  | Katusha Team    |
| 201-209 | VCD  | Vacansoleil-DCM |
| 211-219 | SAU  | Saur-Sojasun    |

## Favorits i altres participants
198 corredors prenen part en aquesta edició del Tour de França. George Hincapie hi pren part per 16a vegada, igualant el rècord de Joop Zoetemelk.

### Favorits a la classificació general
El triple vencedor del Tour de França el 2007, 2009 i 2010, Alberto Contador (Saxo Bank-Sungard), és considerat el principal favorit per revalidar el triomf, sempre que s'hagi recuperat del dur Giro guanyat el mes anterior. Andy Schleck (Leopard Trek), el seu principal rival en les dues darreres edicions, sembla que tornarà a ser el seu principal rival, junt amb son germà Fränk. Denís Ménxov (3r del Tour el 2010) i Carlos Sastre (vencedor el 2008) no prenen la sortida en no haver estat convidat el seu equip Geox-TMC per l'ASO.
Samuel Sanchez (Euskaltel–Euskadi), 4t el 2010, ha planificat la temporada al voltat d'aquest cursa, i forma part del candidats a pujar al podi. Jurgen Van den Broeck (Omega Pharma-Lotto), després d'un bon Dauphiné, i Robert Gesink (Rabobank ProTeam), amb un inici de temporada força esperançador, també tenen opcions al podi. Bradley Wiggins (Team Sky), vencedor del Critèrium del Dauphiné, Cadel Evans (BMC Racing Team), vencedor de la Tirrena-Adriàtica i del Tour de Romandia aquesta temporada, i els membres del Team RadioShack (Janez Brajkovic, Levi Leipheimer, Chris Horner i Andreas Klöden) han de ser cridats a fer coses bones en aquest Tour. Ivan Basso (Liquigas-Cannondale) busca la victòria final, tot i un inici de temporada complicat.

### Favorits a les classificacions secundàries
El favorit per conquerir el mallot verd de la classificació per punts és el britànic Mark Cavendish (Team HTC-High Road), vencedor de 15 etapes en les tres edicions precedents. Els seus principals rivals seran Alessandro Petacchi (Lampre-ISD), vigent campió, i Thor Hushovd (Garmin-Cervélo), vencedor el 2005 i 2009. Altres candidats són André Greipel (Omega Pharma-Lotto), que participa en el seu primer Tour de França, Tyler Farrar, Tom Boonen (QuickStep Cycling Team), mallot verd el 2007, i José Joaquín Rojas (Movistar Team). Matthew Goss (Team HTC-High Road), Gerald Ciolek, Gert Steegmans (QuickStep Cycling Team), Denís Galimziànov (Team Katusha), Philippe Gilbert (Omega Pharma-Lotto), Romain Feillu, Borut Bozic (Vacansoleil-DCM), Edvald Boasson Hagen, Ben Swift (Team Sky), William Bonnet (FDJ), Grega Bole (Lampre-ISD) sont també candidats a fer coses destacades. Robbie McEwen, vencedor de la classificació el 2002, 2004 i 2006, i Óscar Freire, vencedor el 2008, no prenen part a la cursa. · .
Els dos favorits per a la classificació de la muntanya són David Moncoutié (Cofidis) i Damiano Cunego, sempre hi quan no la disputin els que lluiten per la general.
Robert Gesink té com a objectiu guanyar el mallot blanc del millor jove, a banda de fer una bona classificació general. Segon millor jove el 2010 té la ventatja que Andy Schleck, vencedor de les tres darreres edicions, ja no pot optar a aquesta classificació. Roman Kreuziger, Jérôme Coppel, Rein Taaramäe, Beñat Intxausti, Geraint Thomas, Bauke Mollema, Tejay Van Garderen o Rigoberto Uran poden ser altres candidats a la victòria.

## Etapes
| Etapa     | Data               | Ciutats d'etapa                    | Tipus                     | Tipus                   | km                 | Vencedor de l'etapa              | Líder de la general    |
| --------- | ------------------ | ---------------------------------- | ------------------------- | ----------------------- | ------------------ | -------------------------------- | ---------------------- |
| 1a etapa  | dis. 2 de juliol   | Pas de Gois – Mont des Alouettes   | Etapa plana               | Etapa plana             | 191                | Philippe Gilbert (BEL)           | Philippe Gilbert (BEL) |
| 2a etapa  | dium. 3 de juliol  | Les Essarts – Les Essarts          | contrarellotge per equips | CRE                     | 23                 | Garmin-Cervélo (EUA)             | Thor Hushovd (NOR)     |
| 3a etapa  | dil. 4 de juliol   | Olonne-sur-Mer – Redon             | Etapa plana               | Etapa plana             | 198                | Tyler Farrar (EUA)               | Thor Hushovd (NOR)     |
| 4a etapa  | dim. 5 de juliol   | Lorient – Mûr-de-Bretagne          | Etapa trencacames         | Etapa plana             | 172                | Cadel Evans (AUS)                | Thor Hushovd (NOR)     |
| 5a etapa  | dimc. 6 de juliol  | Carhaix-Plouguer – Cap Fréhel      | Etapa plana               | Etapa plana             | 158                | Mark Cavendish (GBR)             | Thor Hushovd (NOR)     |
| 6a etapa  | dij. 7 de juliol   | Dinan – Lisieux                    | Etapa plana               | Etapa plana             | 226                | Edvald Boasson Hagen (NOR)       | Thor Hushovd (NOR)     |
| 7a etapa  | div. 8 de juliol   | Le Mans – Châteauroux              | Etapa plana               | Etapa plana             | 215                | Mark Cavendish (GBR)             | Thor Hushovd (NOR)     |
| 8a etapa  | dis. 9 de juliol   | Aigurande – Super-Besse            | Etapa de mitja muntanya   | Etapa de mitja muntanya | 190                | Rui Alberto Faria da Costa (POR) | Thor Hushovd (NOR)     |
| 9a etapa  | diu. 10 de juliol  | Soire – Sant Flor                  | Etapa de mitja muntanya   | Etapa de mitja muntanya | 208                | Luis León Sánchez (ESP)          | Thomas Voeckler (FRA)  |
|           | dil. 11 de juliol  | (etapa de descans)                 | (etapa de descans)        | (etapa de descans)      | (etapa de descans) | (etapa de descans)               | (etapa de descans)     |
| 10a etapa | dim. 12 de juliol  | Orlhac – Carmauç                   | Etapa plana               | Etapa plana             | 161                | André Greipel (GER)              | Thomas Voeckler (FRA)  |
| 11a etapa | dimc. 13 de juliol | Blaia de las Minas – La Vaur       | Etapa plana               | Etapa plana             | 168                | Mark Cavendish (GBR)             | Thomas Voeckler (FRA)  |
| 12a etapa | dij. 14 de juliol  | Cunhaus – Luz-Ardiden              | Etapa de muntanya         | Etapa de muntanya       | 209                | Samuel Sánchez (ESP)             | Thomas Voeckler (FRA)  |
| 13a etapa | div. 15 de juliol  | Pau – Lorda                        | Etapa de muntanya         | Etapa de muntanya       | 156                | Thor Hushovd (NOR)               | Thomas Voeckler (FRA)  |
| 14a etapa | dis. 16 de juliol  | Sent Gaudenç – Plateau de Beille   | Etapa de muntanya         | Etapa de muntanya       | 168                | Jelle Vanendert (BEL)            | Thomas Voeckler (FRA)  |
| 15a etapa | diu. 17 de juliol  | Limós – Montpeller                 | Etapa plana               | Etapa plana             | 187                | Mark Cavendish (GBR)             | Thomas Voeckler (FRA)  |
|           | dil. 18 de juliol  | (etapa de descans)                 | (etapa de descans)        | (etapa de descans)      | (etapa de descans) | (etapa de descans)               | (etapa de descans)     |
| 16a etapa | dim. 19 de juliol  | Sent Paul de Tricastin – Gap       | Etapa de mitja muntanya   | Etapa de mitja muntanya | 163                | Thor Hushovd (NOR)               | Thomas Voeckler (FRA)  |
| 17a etapa | dimc. 20 de juliol | Gap – Pineròl                      | Etapa de muntanya         | Etapa de muntanya       | 179                | Edvald Boasson Hagen (NOR)       | Thomas Voeckler (FRA)  |
| 18a etapa | dij. 21 de juliol  | Pineròl – Galibier-Serre Chevalier | Etapa de muntanya         | Etapa de muntanya       | 189                | Andy Schleck (LUX)               | Thomas Voeckler (FRA)  |
| 19a etapa | div. 22 de juliol  | Modane – L'Aup d'Uès               | Etapa de muntanya         | Etapa de muntanya       | 109                | Pierre Rolland (FRA)             | Andy Schleck (LUX)     |
| 20a etapa | dis. 23 de juliol  | Grenoble – Grenoble                | contrarellotge individual | CRI                     | 41                 | Tony Martin (GER)                | Cadel Evans (AUS)      |
| 21a etapa | diu. 24 de juliol  | Créteil – París-Camps Elisis       | Etapa plana               | Etapa plana             | 95                 | Mark Cavendish (GBR)             | Cadel Evans (AUS)      |

## Classificacions finals
Una vegada finalitzada la cursa, el febrer de 2012 el Tribunal d'Arbitratge de l'Esport va decidir que Alberto Contador perdria tots els resultats des del Tour de França de 2010 per culpa del seu control positiu per clenbuterol, per la qual cosa perd la 5a posició a la general i els resultats obtinguts en les classificacions secundàries.

### Classificació general
|    | Ciclista                     | Equip             | Temps       |
| -- | ---------------------------- | ----------------- | ----------- |
| 1  | Cadel Evans (AUS)            | BMC Racing Team   | 86h 12′ 22″ |
| 2  | Andy Schleck (LUX)           | Leopard Trek      | + 1′ 34″    |
| 3  | Fränk Schleck (LUX)          | Leopard Trek      | + 2′ 30″    |
| 4  | Thomas Voeckler (FRA)        | Team Europcar     | + 3′ 20″    |
| 5  | Alberto Contador (ESP)       | Saxo Bank-Sungard | + 3′ 57″    |
| 6  | Samuel Sánchez (ESP)         | Euskaltel–Euskadi | + 4′ 55″    |
| 7  | Damiano Cunego (ITA)         | Lampre-Fondital   | + 6′ 05″    |
| 8  | Ivan Basso (ITA)             | Liquigas          | + 7′ 23″    |
| 9  | Tom Danielson (EUA)          | Garmin-Cervélo    | + 8′ 15″    |
| 10 | Jean-Christophe Péraud (FRA) | AG2R La Mondiale  | + 10′ 11″   |

### Classificacions secundàries
|    | Ciclista                   | Equip              | Punts |
| -- | -------------------------- | ------------------ | ----- |
| 1  | Mark Cavendish (GBR)       | Team HTC-High Road | 334   |
| 2  | José Joaquín Rojas (ESP)   | Movistar Team      | 272   |
| 3  | Philippe Gilbert (BEL)     | Omega Pharma-Lotto | 236   |
| 4  | Cadel Evans (AUS)          | BMC Racing Team    | 208   |
| 5  | Thor Hushovd (NOR)         | Garmin-Cervélo     | 195   |
| 6  | Edvald Boasson Hagen (NOR) | Team Sky           | 192   |
| 7  | André Greipel (GER)        | Omega Pharma-Lotto | 160   |
| 8  | Tyler Farrar (EUA)         | Garmin-Cervélo     | 127   |
| 9  | Samuel Sánchez (ESP)       | Euskaltel–Euskadi  | 105   |
| 10 | Alberto Contador (ESP)     | Saxo Bank-Sungard  | 105   |

|    | Ciclista                | Equip                 | Punts |
| -- | ----------------------- | --------------------- | ----- |
| 1  | Samuel Sánchez (ESP)    | Euskaltel–Euskadi     | 108   |
| 2  | Andy Schleck (LUX)      | Leopard Trek          | 98    |
| 3  | Jelle Vanendert (BEL)   | Omega Pharma-Lotto    | 74    |
| 4  | Cadel Evans (AUS)       | BMC Racing Team       | 58    |
| 5  | Fränk Schleck (LUX)     | Leopard Trek          | 56    |
| 6  | Alberto Contador (ESP)  | Saxo Bank-Sungard     | 51    |
| 7  | Jérémy Roy (FRA)        | FDJ                   | 45    |
| 8  | Pierre Rolland (FRA)    | Team Europcar         | 44    |
| 9  | Maksim Iglinski (KAZ)   | Astana Qazaqstan Team | 40    |
| 10 | Johnny Hoogerland (NED) | Vacansoleil-DCM       | 40    |

|    | Ciclista                | Equip                 | Temps        |
| -- | ----------------------- | --------------------- | ------------ |
| 1  | Pierre Rolland (FRA)    | Team Europcar         | 86h 23′ 05″  |
| 2  | Rein Taaramäe (EST)     | Cofidis               | + 46″        |
| 3  | Jérôme Coppel (FRA)     | Saur-Sojasun          | + 7′ 53″     |
| 4  | Arnold Jeannesson (FRA) | FDJ                   | + 10′ 37″    |
| 5  | Rob Ruijgh (NED)        | Vacansoleil-DCM       | + 22′ 21″    |
| 6  | Rigoberto Urán (COL)    | Team Sky              | + 32′ 05″    |
| 7  | Geraint Thomas (GBR)    | Team Sky              | + 50′ 05″    |
| 8  | Robert Gesink (NED)     | Rabobank ProTeam      | + 54′ 26″    |
| 9  | Cyril Gautier (FRA)     | Team Europcar         | + 1h 17′ 00″ |
| 10 | Andrei Zeits (KAZ)      | Astana Qazaqstan Team | + 1h 21′ 05″ |

| Pos. | Equip             | Temps        |
| ---- | ----------------- | ------------ |
| 1    | Garmin-Cervélo    | 258h 18′ 49″ |
| 2    | Leopard Trek      | + 11′ 04″    |
| 3    | AG2R La Mondiale  | + 11′ 20″    |
| 4    | Team Europcar     | + 41′ 53″    |
| 5    | Euskaltel–Euskadi | + 52′ 00″    |
| 6    | Team Sky          | + 58′ 24″    |
| 7    | Team Katusha      | + 1h 09′ 39″ |
| 8    | Saxo Bank-Sungard | + 1h 16′ 12″ |
| 9    | FDJ               | + 1h 30′ 16″ |
| 10   | Cofidis           | + 1h 47′ 29″ |

## Evolució de les classificacions
| Etapa | Vencedor             | Classificació general | Classificació per punts | Classificació de la muntanya | Classificació dels joves | Classificació per equips | Premi de la combativitat |
| ----- | -------------------- | --------------------- | ----------------------- | ---------------------------- | ------------------------ | ------------------------ | ------------------------ |
| 1     | Philippe Gilbert     | Philippe Gilbert      | Philippe Gilbert        | Philippe Gilbert             | Geraint Thomas           | Omega Pharma-Lotto       | Perrig Quemeneur         |
| 2     | Garmin-Cervélo       | Thor Hushovd          | Philippe Gilbert        | Philippe Gilbert             | Geraint Thomas           | Garmin-Cervélo           | No es va lliurar         |
| 3     | Tyler Farrar         | Thor Hushovd          | José Joaquín Rojas      | Philippe Gilbert             | Geraint Thomas           | Garmin-Cervélo           | Mickaël Delage           |
| 4     | Cadel Evans          | Thor Hushovd          | José Joaquín Rojas      | Cadel Evans                  | Geraint Thomas           | Garmin-Cervélo           | Jérémy Roy               |
| 5     | Mark Cavendish       | Thor Hushovd          | Philippe Gilbert        | Cadel Evans                  | Geraint Thomas           | Garmin-Cervélo           | Iván Gutiérrez           |
| 6     | Edvald Boasson Hagen | Thor Hushovd          | Philippe Gilbert        | Johnny Hoogerland            | Geraint Thomas           | Garmin-Cervélo           | Adriano Malori           |
| 7     | Mark Cavendish       | Thor Hushovd          | José Joaquín Rojas      | Johnny Hoogerland            | Robert Gesink            | Garmin-Cervélo           | Yannick Talabardon       |
| 8     | Rui Costa            | Thor Hushovd          | Philippe Gilbert        | Tejay van Garderen           | Robert Gesink            | Garmin-Cervélo           | Tejay van Garderen       |
| 9     | Luis León Sánchez    | Thomas Voeckler       | Philippe Gilbert        | Johnny Hoogerland            | Robert Gesink            | Team Europcar            | Flecha i Hoogerland      |
| 10    | André Greipel        | Thomas Voeckler       | Philippe Gilbert        | Johnny Hoogerland            | Robert Gesink            | Team Europcar            | Marco Marcato            |
| 11    | Mark Cavendish       | Thomas Voeckler       | Mark Cavendish          | Johnny Hoogerland            | Robert Gesink            | Team Europcar            | Mickaël Delage           |
| 12    | Samuel Sánchez       | Thomas Voeckler       | Mark Cavendish          | Samuel Sánchez               | Arnold Jeannesson        | Leopard Trek             | Geraint Thomas           |
| 13    | Thor Hushovd         | Thomas Voeckler       | Mark Cavendish          | Jérémy Roy                   | Arnold Jeannesson        | Garmin-Cervélo           | Jérémy Roy               |
| 14    | Jelle Vanendert      | Thomas Voeckler       | Mark Cavendish          | Jelle Vanendert              | Rigoberto Urán           | Leopard Trek             | Sandy Casar              |
| 15    | Mark Cavendish       | Thomas Voeckler       | Mark Cavendish          | Jelle Vanendert              | Rigoberto Urán           | Leopard Trek             | Niki Terpstra            |
| 16    | Thor Hushovd         | Thomas Voeckler       | Mark Cavendish          | Jelle Vanendert              | Rigoberto Urán           | Garmin-Cervélo           | Mikhaïl Ignàtiev         |
| 17    | Edvald Boasson Hagen | Thomas Voeckler       | Mark Cavendish          | Jelle Vanendert              | Rigoberto Urán           | Garmin-Cervélo           | Rubén Pérez              |
| 18    | Andy Schleck         | Thomas Voeckler       | Mark Cavendish          | Jelle Vanendert              | Rein Taaramäe            | Garmin-Cervélo           | Andy Schleck             |
| 19    | Pierre Rolland       | Andy Schleck          | Mark Cavendish          | Samuel Sánchez               | Pierre Rolland           | Garmin-Cervélo           | Alberto Contador         |
| 20    | Tony Martin          | Cadel Evans           | Mark Cavendish          | Samuel Sánchez               | Pierre Rolland           | Garmin-Cervélo           | No es lliurà             |
| 21    | Mark Cavendish       | Cadel Evans           | Mark Cavendish          | Samuel Sánchez               | Pierre Rolland           | Garmin-Cervélo           | No es lliurà             |
| Final | Final                | Cadel Evans           | Mark Cavendish          | Samuel Sánchez               | Pierre Rolland           | Garmin-Cervélo           | Jérémy Roy               |